# دیر لیک (اکلاهما)
دیر لیک(به انگلیسی: Deer Lick) شهری در ایالت اکلاهما کشور ایالات متحده آمریکا است که جمعیت آن در سرشماری سال ۲۰۱۰ میلادی، ۴۶ نفر بوده‌است.